# Diaz – Don’t Clean Up This Blood
Diaz – Don’t Clean Up This Blood (Originaltitel: Diaz) ist ein italienisch-französisch-rumänisches Drama aus dem Jahr 2012 von Daniele Vicari. Es wurde auf der Berlinale 2012 in der Sektion Panorama vorgestellt und erhielt den 2. Publikumspreis der Sektion. Der Film stellt die Stürmung der Diaz-Schule in Genua durch die Polizei nach dem G8-Gipfel in Genua 2001 aus unterschiedlichen Perspektiven dar. 
Der Film stützt sich auf Prozessakten und auf Gespräche mit Zeitzeugen. Da sich die Verfahren gegen die beteiligten Polizisten über elf Jahre hinzogen, verzögerte sich auch die Arbeit am Film entsprechend. Die Diaz-Schule wurde für den Film in Bukarest rekonstruiert, gedreht wurde ab Juni 2011 in Bukarest, Genua und Südtirol.

## Handlung
Beim G8-Gipfel in Genua stellt sich ein enormes Polizeiaufgebot den friedlich Protestierenden gegenüber. Die Polizei gerät zunehmend unter Druck, als der autonome Block sich nicht mehr zurückdrängen lässt. Die meisten Polizisten bemühen sich um Besonnenheit, doch an einigen Stellen gibt es bereits offene Konfrontationen. Nach dem Tod eines Demonstranten heizt sich die Stimmung weiter auf und die Zahl der Verhaftungen nimmt zu. Die Mitarbeiter des Sozialforums haben alle Hände voll zu tun, sich um Inhaftierte und Vermisste zu kümmern. Als eine Flasche einen Polizeiwagen trifft, wird die Diaz-Schule, die dem Sozialforum als Schlaflager für Demonstranten und Basis für Presse und Erste Hilfe gedient hatte, in der Nacht mit immenser Brutalität gestürmt. Viele der Anwesenden werden rücksichtslos zusammengeschlagen und schwer verletzt. Während der anschließenden Haft kommt es zu weiteren Übergriffen, an denen sich auch Vorgesetzte beteiligen.

## Kritik
„Diaz – Don’t Clean Up This Blood ist ein Spielfilm, der die Zeugnisse der bekannt gewordenen Ereignisse in beklemmende Bilder umsetzt. […] Man braucht als Zuschauer eine Weile, um sich in der Erzählweise des Films zurechtzufinden, dann aber wird man mehr und mehr Teil des Geschehens. […] Der brutale Rausch, mit dem die Polizei auf unbewaffnete Menschen einprügelt, sie teilweise schwerverletzt liegen lässt und später mit offensichtlichem Vergnügen quält und erniedrigt, hat ob der dahinterstehenden Authentizität eine starke emotionale Wirkung. Ein wichtiger Film, der viele Fragen offen lässt, der zu Recherchen motiviert und zu Aufmerksamkeit aufruft.“

„Zwischen die atmosphärisch dichten Spielszenen montiert Vicari Archivmaterial. Die Prügelschlacht in der Schule dauert quälend lang und ist auch sonst kaum erträglich. Zu Recht: Diese Ereignisse müssen in unserem historischen Bewusstsein bleiben.“